# Serralada de Roosevelt
La serralada de Roosevelt o muntanyes Roosevelt (en danès Roosevelt Fjelde) és una serralada que es troba a la Terra de Peary, a l'extrem septentrional de Groenlàndia. Forma part del Parc Nacional del Nord-est de Groenlàndia. Situada a 720 quilòmetres del pol Nord, és la serralada més septentrional de la Terra.

## Història
La serralada va ser batejada per Robert Peary en record del President Theodore Roosevelt, un dels principals patrocinadors de l'expedició a l'Àrtic de 1905. Durant la primera meitat del segle XX gairebé no fou explorada, tret de quan l'expedició danesa va cartografiar la costa el 1907 i algunes fotografies aèries fetes per Lauge Koch durant els anys vint.
El 1953 una expedició geològica va creuar la serralada a través del Polkorridoren, entre el fiord Frigg i el fiord Sands.
El cim més alt és l'Helvetia Tinde, que fou escalat per primera vegada el 1969 per membres d'una expedició de la British Joint Services durant una prospecció topogràfica i geològica de la zona nord de la Terra de Peary. Posteriorment fou escalada el 1996 i per altres expedicions que buscaven pujar la muntanya "més septentrional de la terra".

## Geografia
La serralada de Roosevelt s'eleva fins als 1.929 msnm, a l'Helvetia Tinde, al nord de la Terra de Peary. Està formada per muntanyes de tipus alpí, amb carenes afilades i grans penya-segats. Són nombrosos els cims rellevants, com el Paradisfjeld i el Mary Peary Peak, però molts d'ells no duen nom.
La serralada es divideix en nombroses serralades secundàries, entre les quals destaquen la serralada H. H. Benedict, el cim més alt de la qual és el Stjernebannertinde, i la serralada de Daly.
Són nombroses les glaceres, i com els cims moltes d'elles no duen nom.